# Louis de Lausnay
Louis Casimir de Lausnay, né le 22 août 1867 à Overmere et y décédé le 16 septembre 1933 est un homme politique catholique belge.
Il fut propriétaire foncier.
Il fut élu conseiller communal d'Overmere (1908) et bourgmestre (1905); sénateur de l'arrondissement de Termonde-Saint-Nicolas (1920-25), en suppléance de Henri Mertens.

## Sources
- Bio sur ODIS

- Ressource relative à plusieurs domaines :   - ODIS